# Sebastián Marotta
Sebastián Marotta (Buenos Aires, 12 de junio de 1888-Buenos Aires, 11 de enero de 1970) fue un dirigente sindical argentino que se destacó por ser uno de los principales líderes de la corriente sindicalista revolucionaria, una de las más importantes del movimiento obrero argentino entre 1907 y 1945. Fue secretario general de la Confederación Obrera Regional Argentina, de la Federación Obrera Regional Argentina IX Congreso y fundador de la Confederación General del Trabajo (CGT), así como de los sindicatos de constructores de carruajes y de linotipistas y obreros gráficos. Integró el buró de la Federación Sindical Internacional. Como secretario general de la FORA X Congreso debió enfrentar las más grandes masacres obrera de la historia argentina, la Semana Trágica de 1919 y los fusilamientos masivos durante las huelgas de la Patagonia rebelde en 1921. Entre 1960 y 1970 escribe los tres tomos del libro El movimiento sindical argentino, una de las obras historiográficas clásicas de sindicalismo argentino.

## Biografía
Sebastián Marotta nació en el barrio de Barracas de la ciudad de Buenos Aires. Trabajó desde los doce años, primero como mensajero y luego como pintor de carros. A los 15 años se afilió al Sindicato Obreros Constructores de Carruajes, siendo despedido e incluido en una lista negra por participar en una huelga en 1906. Por esa razón se mudó a Mar del Plata, donde reorganizó el Sindicato de Constructores de Carruajes y Mecánicos de esa ciudad, siendo elegido secretario general y miembro del Consejo Directivo de la Federación Obrera local, cuando tenía 19 años.
En 1908 regresó a Buenos Aires, volviendo a ser elegido como miembro del sindicato de Buenos Aires. Ese año forma parte de la comisión organizadora de la Federación Nacional de Obreros Constructores de Rodados, siendo luego nombrado secretario general de la misma. Simultáneamente fue redactor del periódico El Obrero Constructor de Rodados hasta 1910.
En esa primera década del siglo, Marotta se sumó a la corriente sindicalista revolucionaria, que venía formándose en el seno del Partido Socialista desde 1905 y que terminó de independizarse en 1909. Ese año, fue uno de los sindicalistas que gestionaron la fallida unidad de las dos centrales existentes (FORA y UGT), siendo delegado y redactor de la Carta Orgánica fundacional de la Confederación Obrera Regional Argentina (CORA), que tuvo mayoría sindicalista revolucionaria y minoría socialista. Integró el Consejo Federal de la CORA y luego fue elegido secretario general hasta su disolución en 1914. En ese período fue redactor de La Confederación, órgano de prensa de la CORA. 
A comienzos de la década de 1910 aprendió el oficio de linotipista, afiliándose a la Federación de Artes Gráficas. En 1912 representó a la CORA en sus acciones de solidaridad con el Grito de Alcorta. En 1912 interviene en un nuevo intento de fusión de las dos centrales sindicales, que vuelve a fracasar.
Impulsado por el objetivo central de buscar la unidad sindical, en 1914 lidera la postura de la CORA de disolverse y afiliar sus sindicatos a la FORA. Con esa decisión, los gremios de tendencia sindicalista revolucionaria consiguen ser mayoría en el IX Congreso de la FORA y disponen la eliminación de los estatutos de la central de la adhesión al anarquismo que había impuesto el V Congreso. Poco después un grupo de sindicatos anarquistas se organizan separadamente con el nombre de FORA del 5º Congreso, opuesta a la FORA del 9º Congreso.
Marotta primero formó parte del Consejo Federal de la FORA IX, luego fue elegido prosecretario y el 7 de noviembre de 1917 fue elegido secretario general. Su gestión se correspondió con la llegada de la presidencia de la Nación de Hipólito Yrigoyen, de la Unión Cívica Radical, el primer presidente democrático de la Argentina. 
Desempeñó un papel decisivo en las huelgas marítimas y ferroviarias de 1917 y 1918, que fueron resueltas favorablemente para los intereses obreros debido a las gestiones mediadoras de Hipólito Yrigoyen, adoptando así una nueva política frente a los conflictos sociales.
En 1918 redactó las nuevas bases de la FORA aprobadas en el X Congreso. En 1919 debió enfrentar la salvaje represión de la Semana Trágica de enero de 1919, en la que el gobierno y grupos parapoliciales asesinaros a cientos de personas. Marotta se entrevistó con Yrigoyen para exigir la liberación de miles de obreros detenidos, la reapertura de sindicatos y el retiro de tropas militares de la ciudad de Buenos Aires. 
En septiembre de 1919 viaja a Francia para tramitar la adhesión de la FORA a la Federación Sindical Internacional, siendo luego elegido miembro del Buró de la esa federación internacional. Escribe artículos en La Organización Obrera -órgano de la FORA- y en Acción Sindicalista. 
Luego de la masacre de la Semana Trágica, el movimiento sindical entró en crisis y la FORA se disolvió. Marotta deja por unos años la militancia sindical y se muda a Tres Arroyos, donde trabajó como linotipista. Allí fundó el Sindicato de Obreros Gráficos.
En 1927 volvió a Buenos Aires y fue parte del movimiento que fundó la Federación Obrera Poligráfica Argentina (FOPA), organización sindical que en su conducción tenía miembros de las cuatro corrientes sindicales por entonces presentes en Argentina (anarquistas, socialistas, sindicalistas revolucionarios y comunistas). En 1928 se separa de la Federación Gráfica Bonaerense y funda la Unión Linotipista, Mecánicos y Afines (ULMA), siendo su secretario en 1929, 1930 y 1932.
A partir de la experiencia unitaria en la FOPA, Marotta formó parte de la comisión de unidad sindical que fundó la Confederación General del Trabajo (CGT), creada en septiembre de 1930. En 1935 la CGT se dividió y Marotta formó parte de la CGT Catamarca, de tendencia sindicalista. 
Ese mismo año fundó el Club Voluntad junto a otros sindicalistas como Alejandro Silvetti, Ruggiero Rúgilo, Andrés Cabona, Luis Gay y Atilio Bramuglia.
En octubre de 1951 fue detenido durante el intento de golpe de Estado liderado por el general Benjamín Menéndez contra el gobierno de Juan D. Perón, acusado de complicidad con el mismo.
Hacia 1953 empezó a reconstruir la memoria obrera argentina, obra que plasmó en su libro El movimiento sindical argentino escrito en tres tomos entre 1960 y 1970, que se volvería una de las obras historiográficas clásicas del movimiento obrero argentino.
En 1957 fue delegado por el sindicato gráfico al Congreso Normalizador de la CGT. El presidente Arturo Illia durante su gestión (1963-1966) lo designó director de la Caja de Periodistas y Gráficos.
Murió en 1970. En la cremación de sus restos se hizo presente una multitud de gremialistas y personalidades del país, incluido el expresidente Arturo Illia, derrocado pocos años antes por la dictadura entonces en el poder. Sus cenizas fueron arrojadas al Río de la Plata, cumpliendo su última voluntad.

## Obras
- Marotta, Sebastián (1960). El movimiento sindical argentino. Su génesis y desarrollo. Período 1857-1907. Buenos Aires: Lacio.
- Marotta, Sebastián (1961). El movimiento sindical argentino. Su génesis y desarrollo. Período 1907-1920. Buenos Aires: Lacio.
- Marotta, Sebastián (1970). El movimiento sindical argentino. Su génesis y desarrollo. Período 1920-1935. Buenos Aires: Calomino.